# プラナコーン区

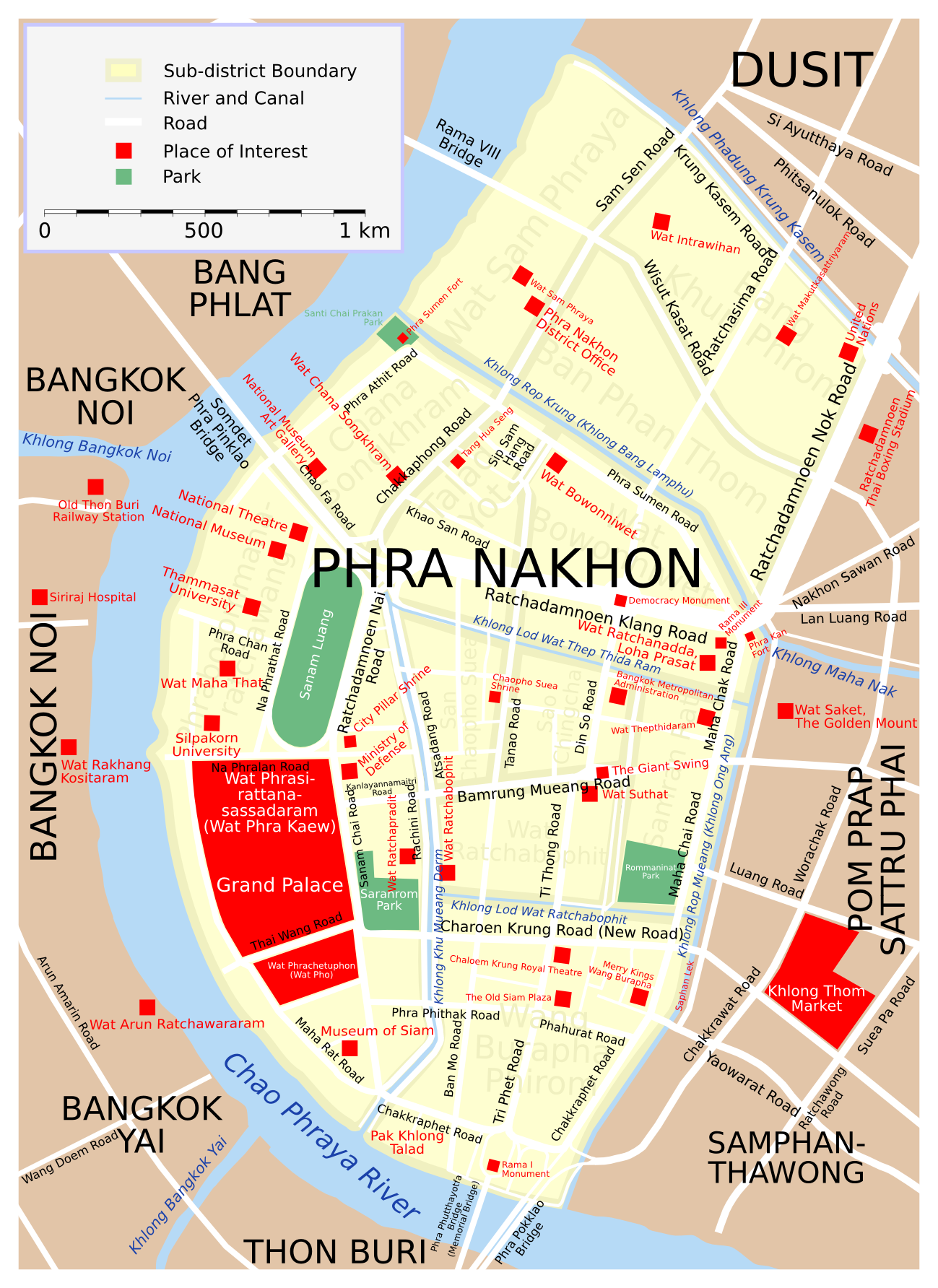
プラナコーン区の地図

プラナコーン区（プラナコーンく、タイ語: เขตพระนคร）は、タイ王国バンコク都の行政区の一つ。この行政区は、時計回りに、ドゥシット区、ポーンプラープ区、サムパッタウォン区、トンブリー区、バーンコークヤイ区、バーンコークノーイ区、バーンプラット区の7つの行政区に接している。チャオプラヤ川に面している。

## 概要
バンコク最古の地区。王宮やワット・プラケーオがあり、信仰の上ではバンコクだけでなく、タイの中心といっても過言ではない。以前はAmphoe Chana Songkhramと呼ばれるアンプーであった。

## 建物等
- 王宮
  - 王宮前広場
- カオサン通り
- シリキット王妃殿下美術館
- シラパコーン大学
- タンマサート大学
- バンコク国立美術館
- ミュージアム・サヤーム
- ワット・プラケーオ
- ワット・ポー

## ギャラリー

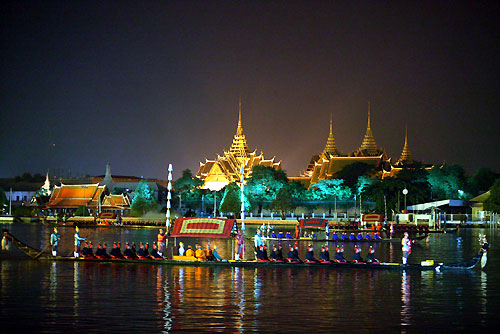
タイ王宮
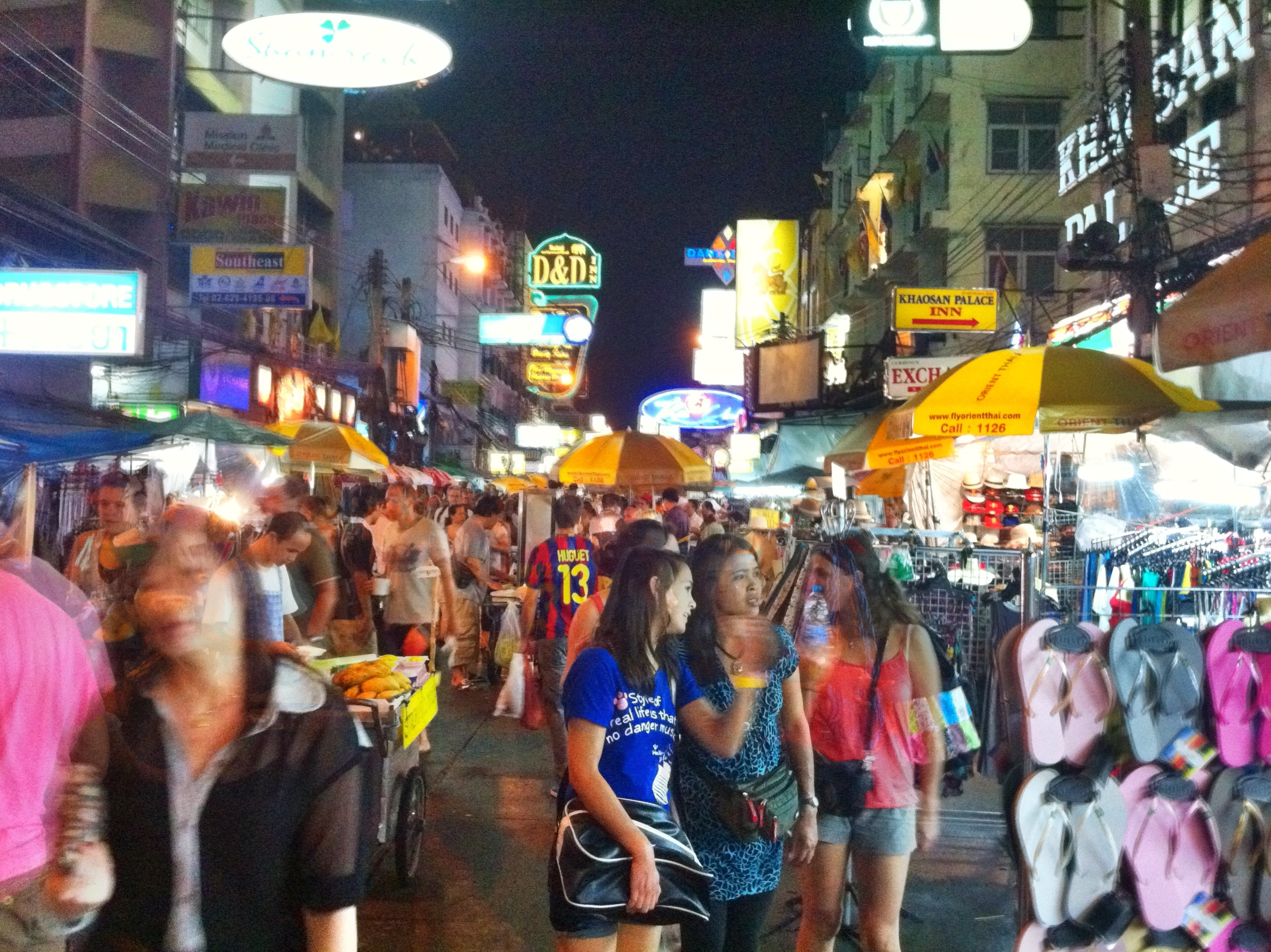
カオサン通り
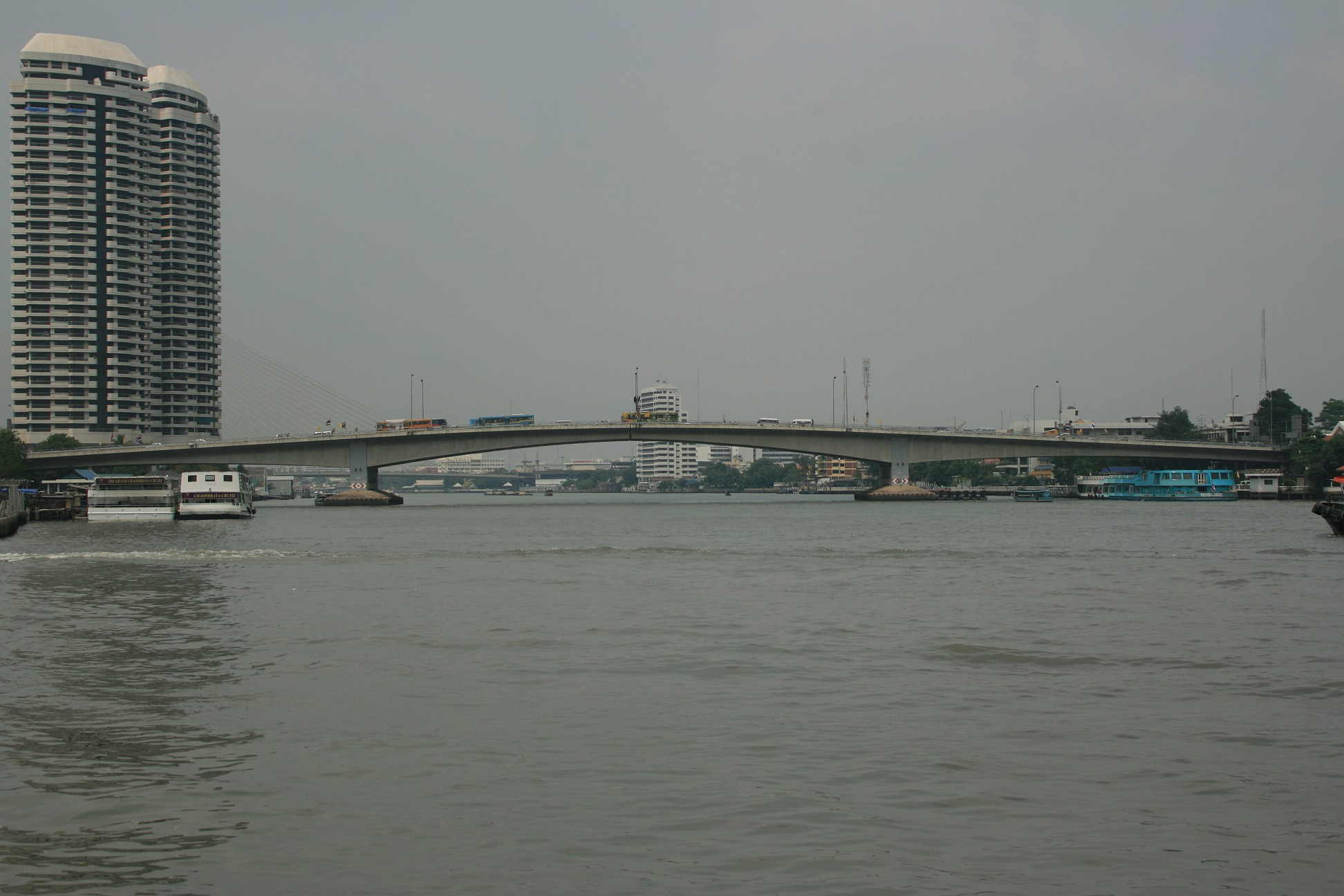
ピンクラオ橋
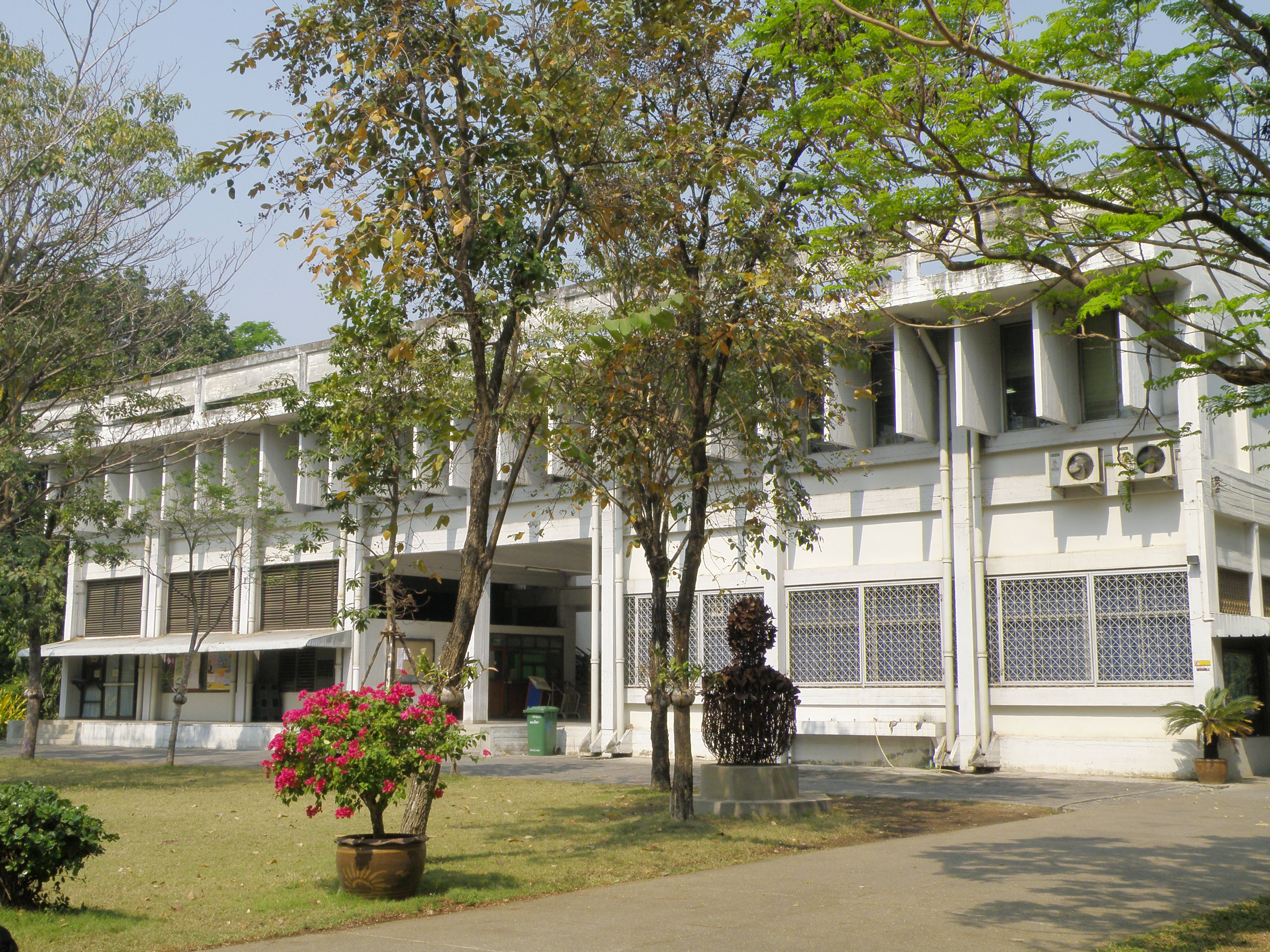
シラパコーン大学
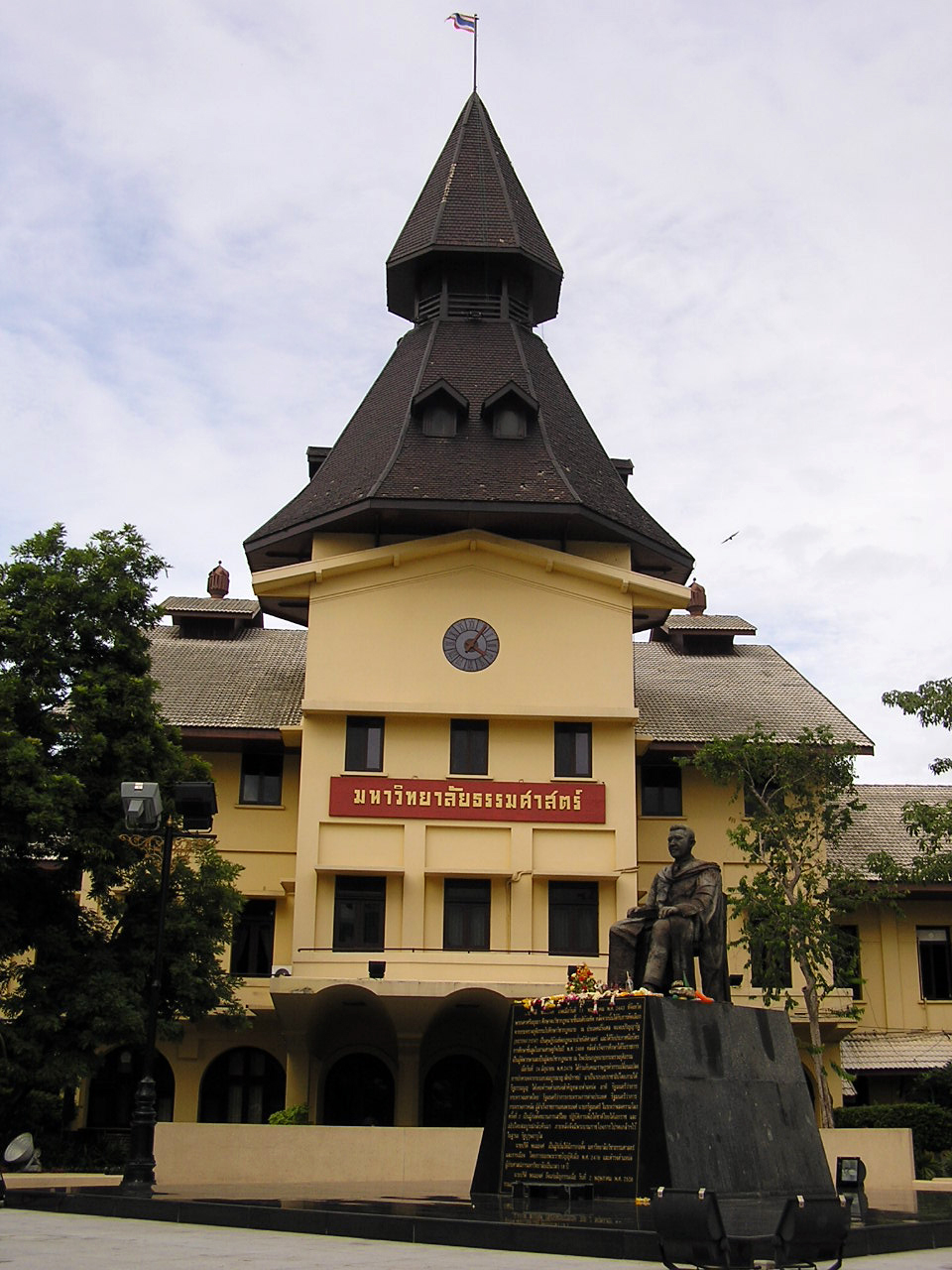
タンマサート大学のドーム
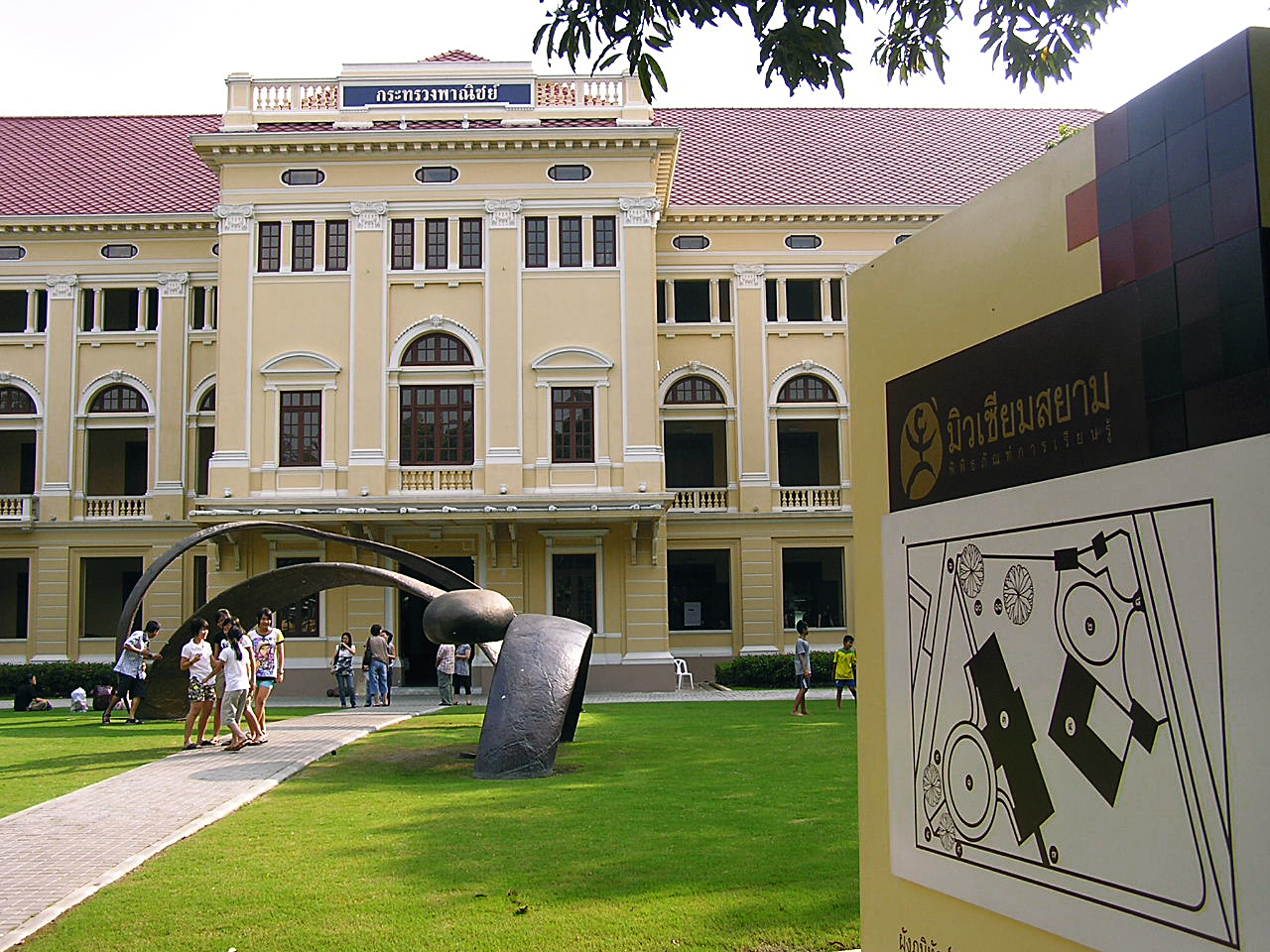
ミュージアム・サヤーム
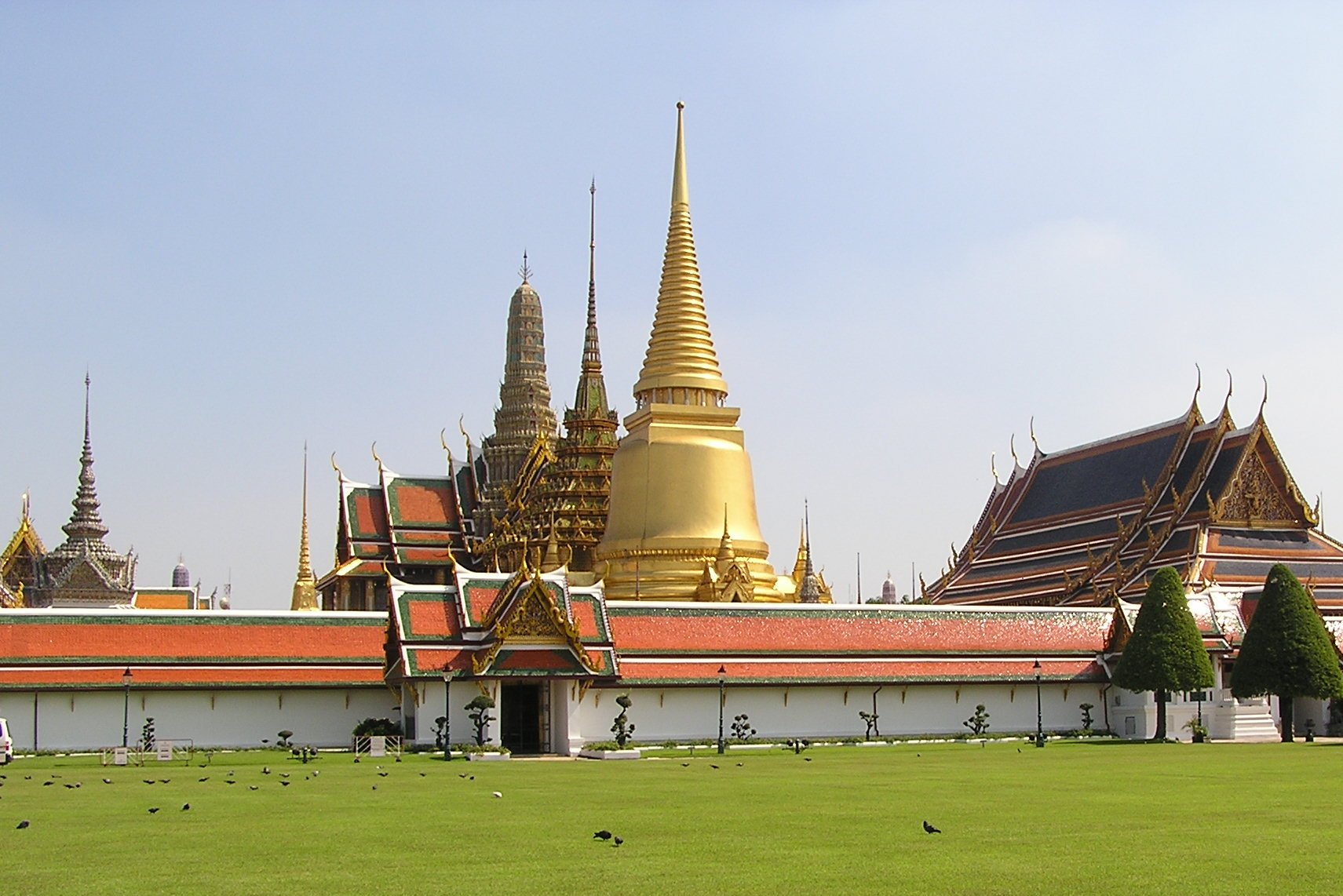
ワット・プラケーオ
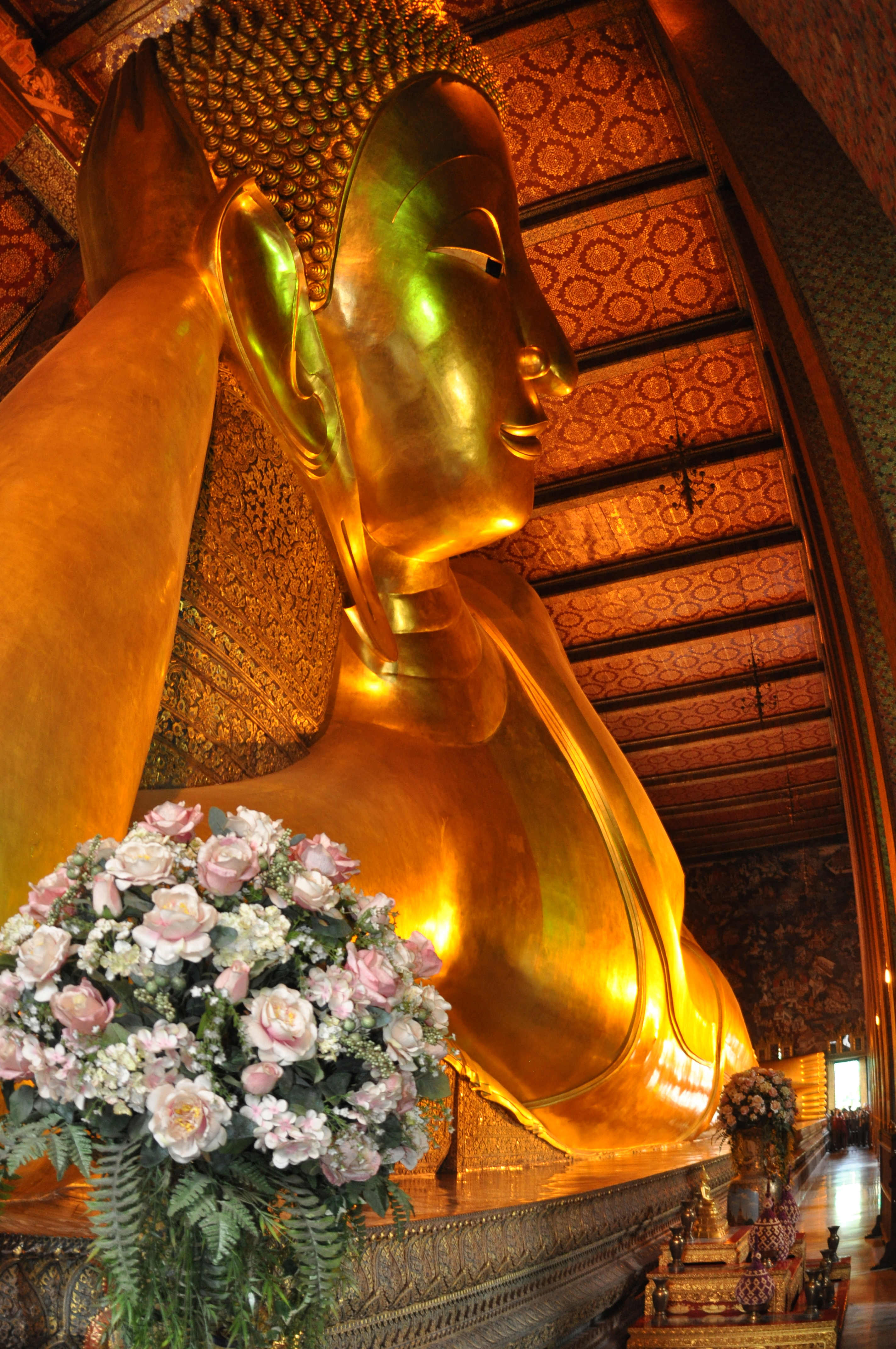
ワット・ポーの涅槃仏